# Лорига
Лорига (порт. Loriga)  —  район (фрегезия) в Португалии,  входит в округ Гуарда. Является составной частью муниципалитета  Сейя. Находится в составе крупной городской агломерации Большое Визеу. По старому административному делению входил в провинцию Бейра-Алта. Входит в экономико-статистический  субрегион Серра-да-Эштрела, который входит в Центральный регион. Население составляет 1367 человек на 2005 год. Занимает площадь 36,52 км².
Покровителем района считается Мария Магдалина (порт. Santa Maria Maior).
```

```

## Галерея

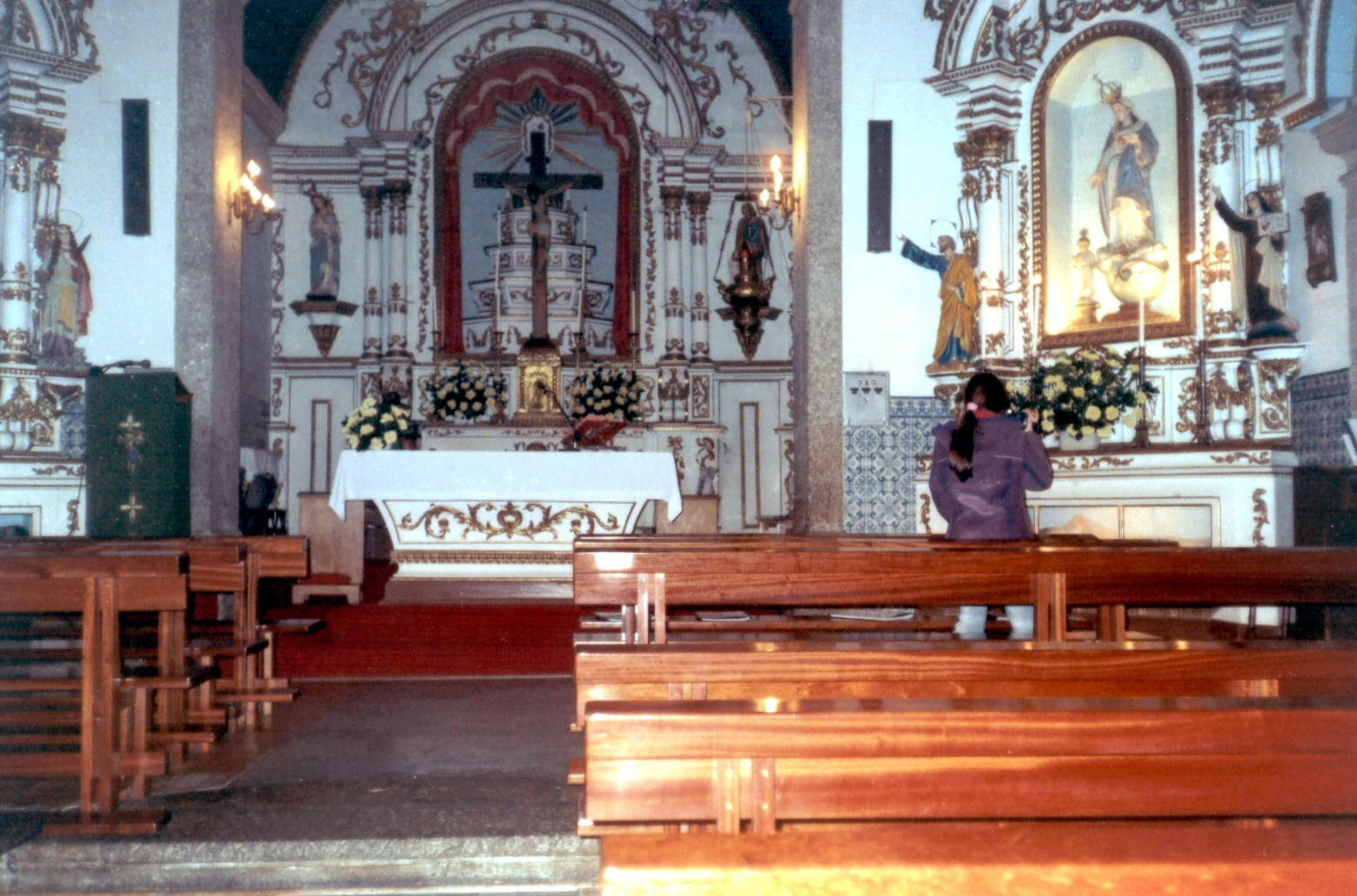
Собор
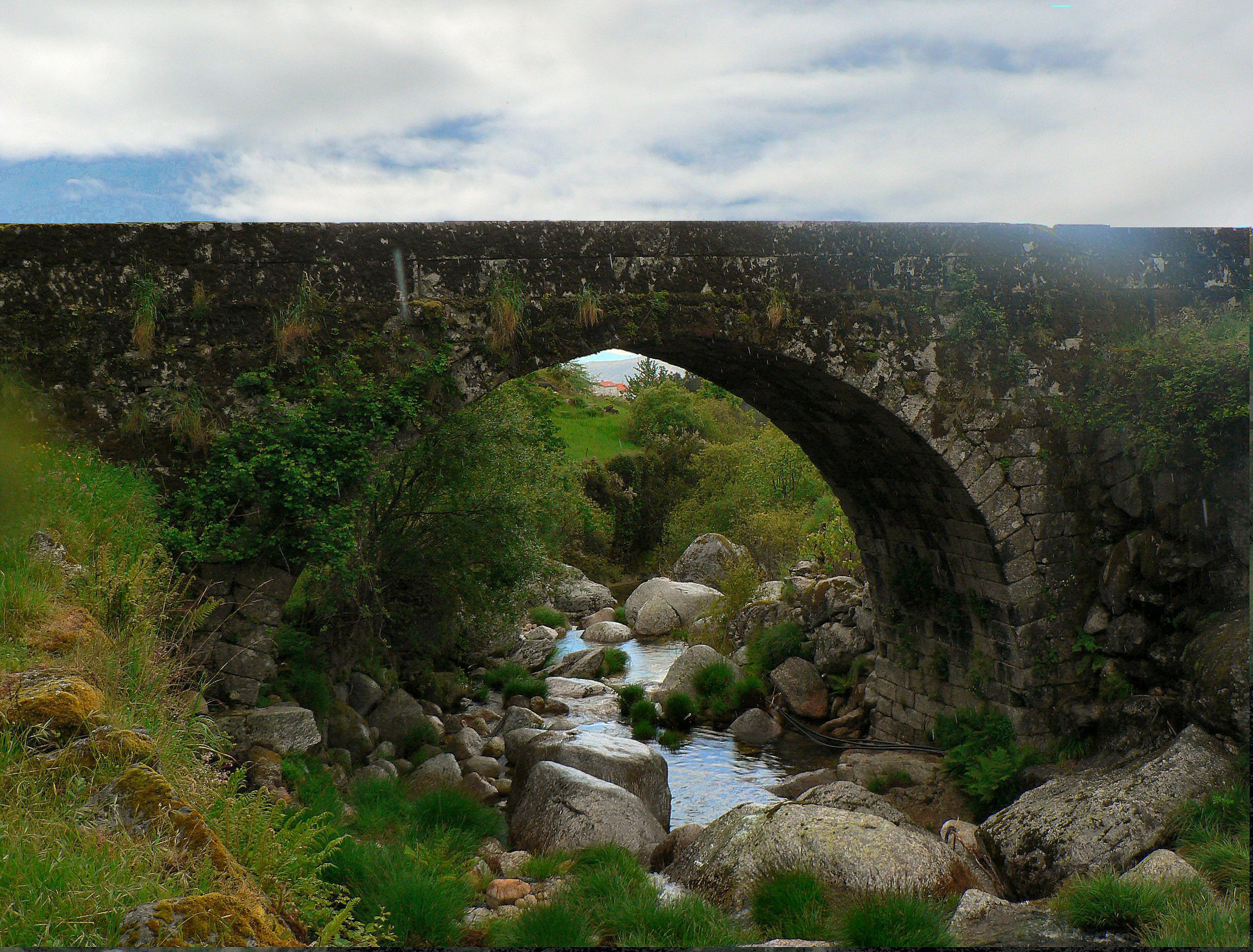
Мост
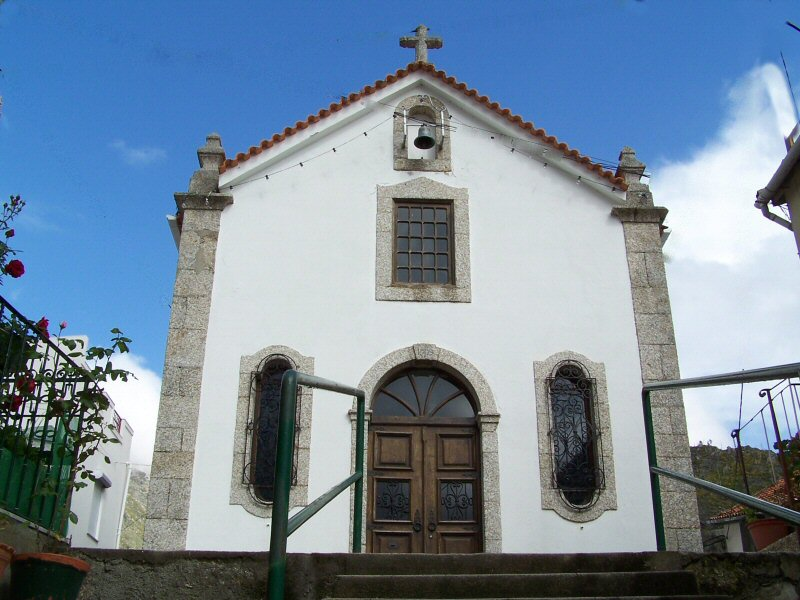
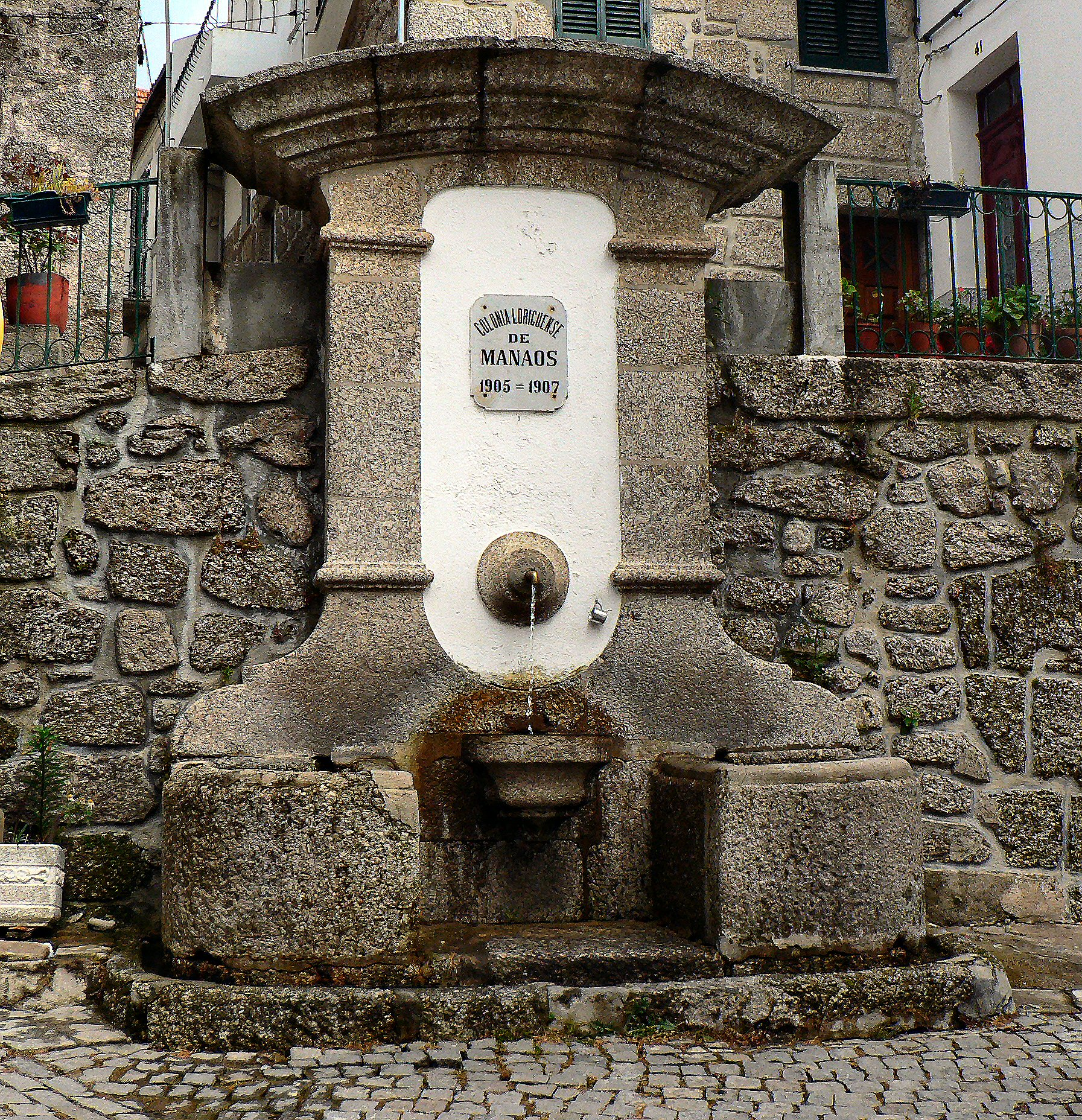
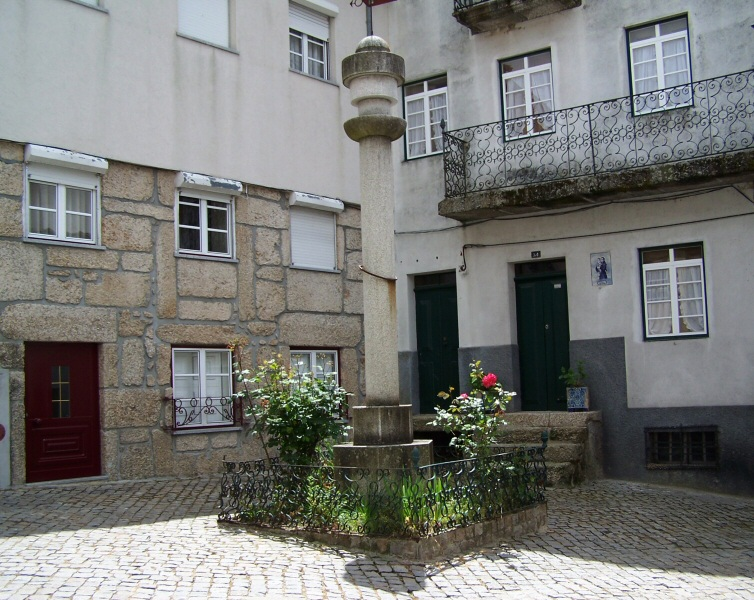
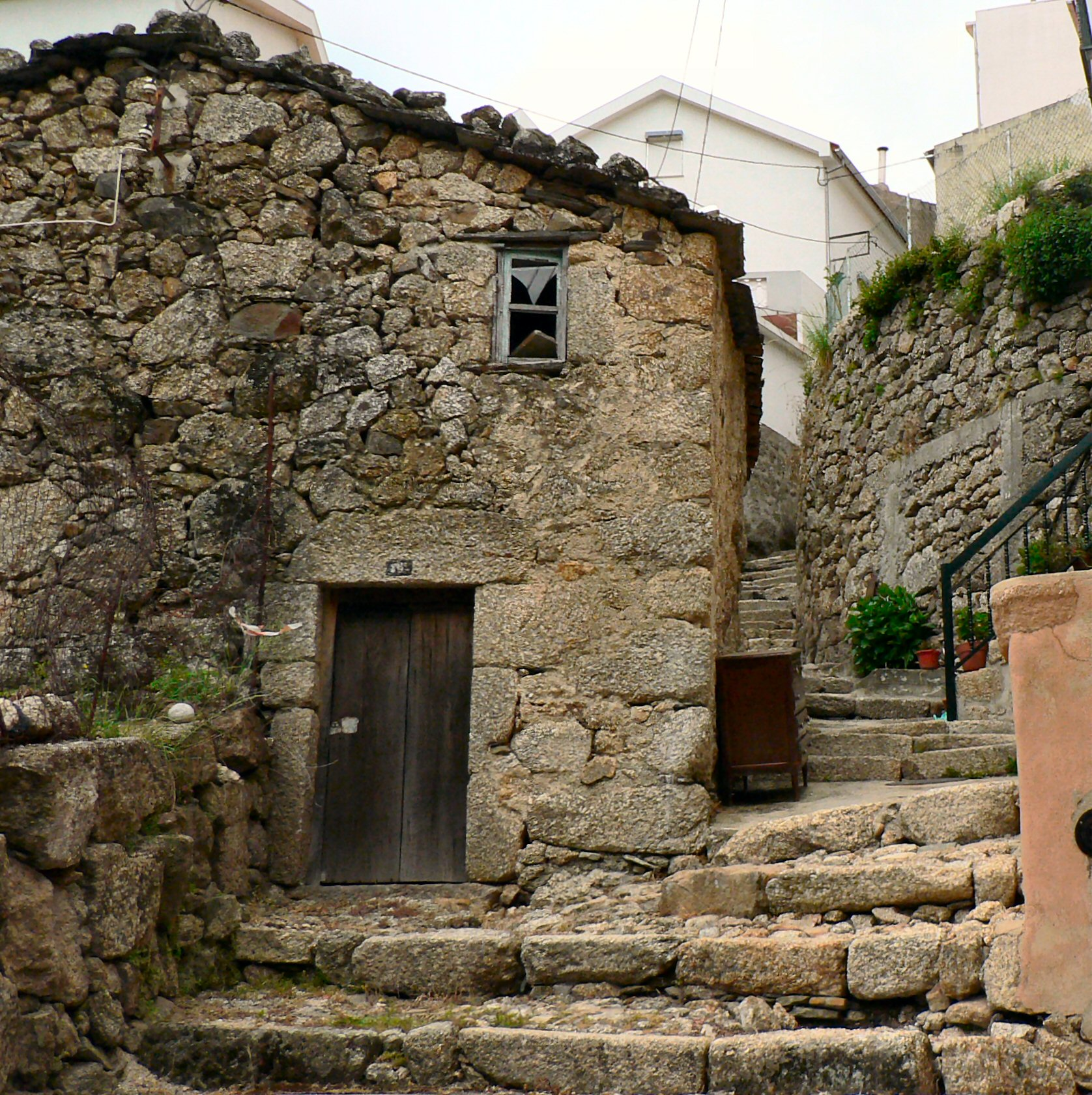
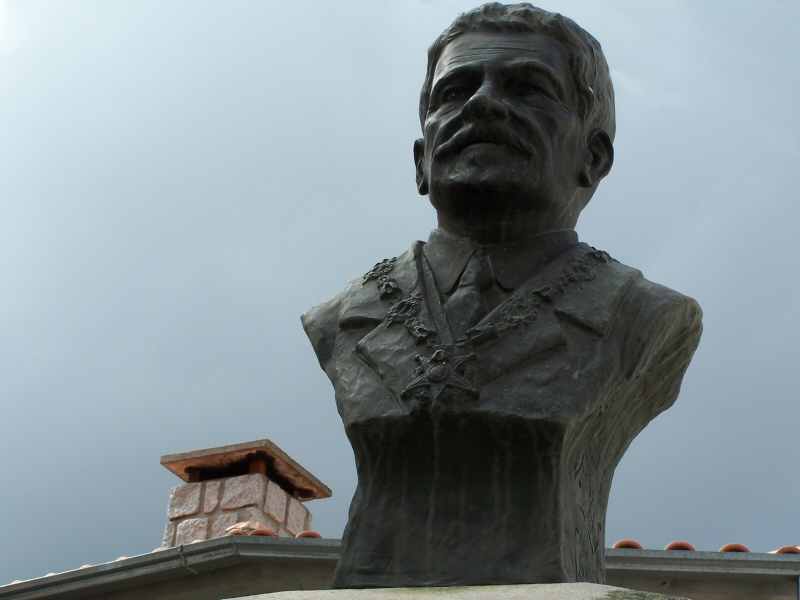
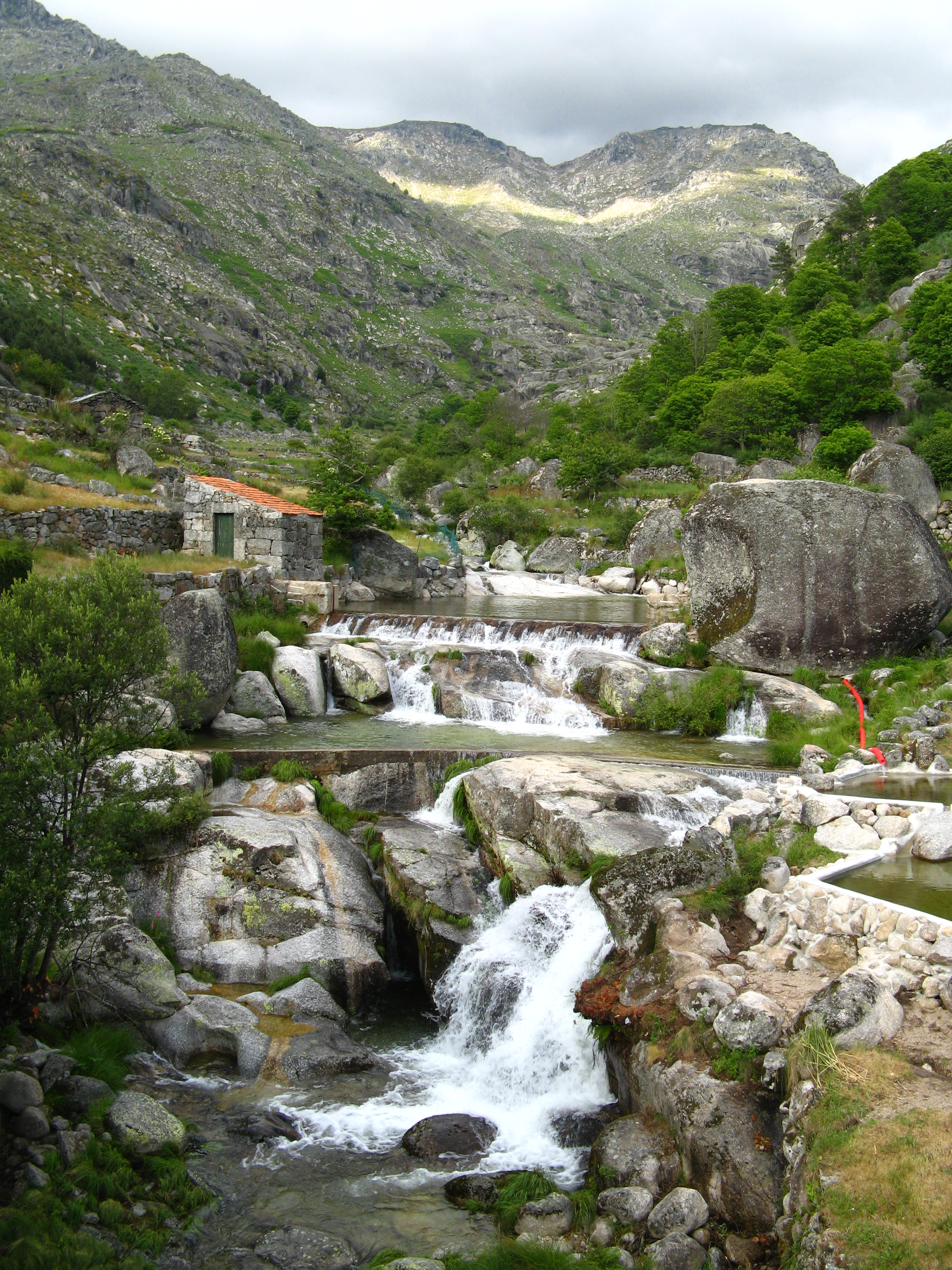